# 凝块衣科
凝块衣科（学名：Thrombiaceae）为厚顶盘菌目的一科真菌。模式属凝块衣属在GBIF上归于始小乳头衣科（Protothelenellaceae）。

## 下属分类
本科包括以下属：
- Phaeothrombis
- Wernera
- Werneromyces